# Plavnik
Koordinati:   44°58′32″N, 14°31′30″E
Plavnik je otok v Kvarnerju, nahaja se med otokoma Cres in Krk s površino 8,64 km². 
Najzahodnejša točka otoka je rt Veli Pin, od tu je razdalja med Plavnikom in Cresom najkrajša (1 km). Morsko površino med otokoma predstavlja kanal Krušija. Plavnik je od Krka oddaljen 5 km. Najsevernejša točka Plavnika je rt Mali Pin, najvzhodnejša Tenka punta, najjužnejša pa rt Madona. Plavnik je kamenit in hribovit otok le mestoma porasel z makijo. Obala je slabo razvejana in strma. Najvišji vrh otoka je na pobočju Krušija in doseže višino 194 mnm. 
Iz pomorske karte je razvidno, da svetilnik, ki stoji na rtu Veli Pin oddaja svetlobni signal: B Bl(2) 10s. Nazivni domet svetilnika je 10 milj.
Na otoku se nahaja le en zaselek, ki nosi enako ime (Plavnik).